# Хованщина (филм, 1989)
„Хованщина“ е български игрален филм от 1989 година на режисьора Христо Христов. Създаден е по операта Хованщина на Модест Мусоргски.

## Актьорски състав
Не е налична информация за актьорския състав.